# Terras Altas da Islândia
As Terras Altas da Islândia (em islandês: Miðhálendið) compreendem os planaltos e montanhas do centro da Islândia com uma altitude superior a 500 metros.
É uma região desértica e desabitada, com um solo rochoso, sobretudo basáltico.

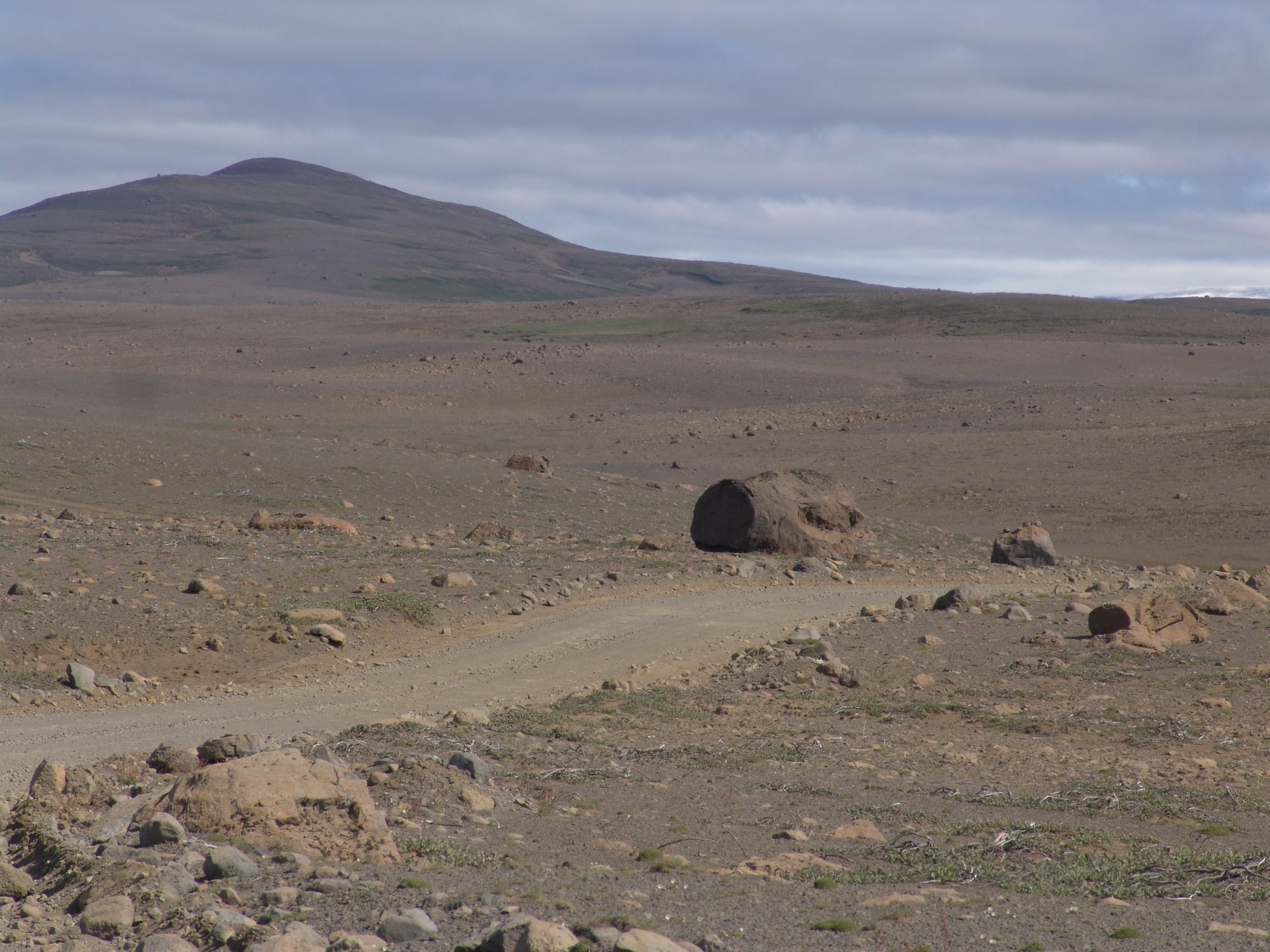
Paisagem desértica das Terras Altas.